# Vinaninkarena
Vinaninkarena – gmina na Madagaskarze, w regionie Vakinankaratra, w dystrykcie Antsirabe II. W 2001 roku zamieszkana była przez 10 823 osób. Siedzibę administracyjną stanowi miejscowość Vinaninkarena.